# Miguel Ángel Félix Gallardo
Miguel Ángel Félix Gallardo (født 8. januar 1946 Culiacán, Sinaloa, Mexico) er en mexikansk narkobaron og var den første leder af Guadalajara-kartellet. Hans partnere var bl.a Joaquín Guzmán Loera og Ramón Arellano Félix. Han blev den 8. april 1989 arresteret og året efter dømt 40 års fængsel.